# Maddi Tyers
Maddi Tyers (auch: Maddy Tyers; vollständiger Name: Madeline Graces Tyers; * 7. August 1989 in Melbourne, Victoria) ist eine australische Schauspielerin. 

## Leben
Während ihrer Schulzeit spielte sie in Schulaufführungen zu Fame, Cabaret, Macbeth und Alice im Wunderland. Später war sie in Werbespots im Fernsehen zu sehen. Sie spielte in der Serie Elephant Princess – Zurück Nach Manjipoor die Rolle der Amanda. Tyers plant ein Studium als Film- und Fernsehproduzentin.